# Atlas Arena
L'Atlas Arena è un'arena coperta di Łódź.

## Storia e descrizione
L'idea di costruire un nuovo palazzetto a Łódź è stata discussa nel 2004: il progetto vincitore risulta quello dello studio ATJ Architekci ed i lavori di costruzione iniziano il 19 gennaio 2006. L'intero progetto ha avuto un costo di 286 milioni di Złoty e l'inaugurazione è avvenuta il 26 giugno 2009, mentre il primo evento ospitato è stata la partita di World League di pallavolo tra Polonia e Brasile, il giorno successivo.
L'Atlas Arena, dotata anche di una palestra, ospita sia concerti che eventi sportivi, come la Final Four dell'edizione 2009-10 e 2011-12 della CEV Champions League, gare del campionato europeo maschile di pallacanestro 2009, del campionato europeo femminile di pallavolo 2009, del campionato mondiale di pallavolo maschile 2014, del campionato europeo maschile di pallamano 2016 e del campionato mondiale femminile di pallavolo 2022.